# روبي نيشيدا
روبي نيشيدا هو سائق سباق ياباني، ولد في 26 ديسمبر 1977 في أوكيناوا في اليابان.